# 한남여객운수
한남여객운수(漢南旅客運輸)는 서울특별시 관악구 신림동에 있는 서울특별시의 시내버스 업체이다.

## 한남여객운수 연혁
1960년대 ~ 1990년대
- 1962년 2월 19일：중앙교통(훗날 남산운수, 1992년 폐업)에서 분리, 서울특별시 용산구 한남동에서 설립
- 1974년：현 위치 이전
- 1987년 10월 3일：도시형버스 95-1번을 한성운수에 매각과 함께 창진상운 도시형버스 55-2번 인수
- 1988년 12월 6일：범양여객 도시형버스 129번과 129-1번으로 인수
- 1992년 7월 15일：관악교통 좌석버스 51번 인수

2000년대 ~ 2004년 서울시내버스 체계개편 이전
- 2000년 12월：관악구 마을버스 1번, 10번을 각각 지역 순환버스 495번, 496번으로 승격
- 2002년 12월 23일：상마운수 흡수·합병
- 2008년 11월 3일：양천공영차고지 영업소를 도원교통에 매각
- 2023년 2월 28일: 태진운수로부터 구로동영업소 노선(6411번, 6511번, 6611번)을 양도받음[1]
- 2023년 7월 1일: 구로동영업소를 양천구 신정동으로 이전[2]
- 2024년 6월: 제일여객 인수, 제일교통으로 개칭

## 운행 노선
2023년 5월 13일 기준이다.
| 운행노선 | 운행구간                 | 운행구간 | 운행구간                       | 배차간격 (분) | 인가 대수 | 비고 |
| -------- | ------------------------ | -------- | ------------------------------ | ------------- | --------- | --- |
| 501번    | 관악구 대학동 차고지     | ↔        | 종로구 종로2가                 | 4~15          | 18        | 구 550번 변경, 신설                                                                                                |
| 506번    | 관악구 서림동 차고지     | ↔        | 종로구 종로1가                 | 8~15          | 21        | 구 151, 5520번 |
| N75번    | 관악구 서림동 차고지     | ↔        | 은평구 진관동 공영차고지       | 30~35         | 4         | 심야버스. 제일교통과 공동배차로 운행한다.                                                                          |
| 5511번   | 관악구 서림동 차고지     | ↔        | 동작구 흑석동 중앙대학교       | 5~15          | 16        | 구 413-1번, 서울대 교내 진입 노선. 교내 시계 방향 일방향 운행.                                                     |
| 5513번   | 관악구 신림동 서울대학교 | ↔        | 관악구 봉천동 관악드림타운     | 7~15          | 9         | 2004년 7월 1일 신설, 서울대 교내 진입 노선. 교내 반시계 방향 일방향 운행.                                          |
| 5515번   | 관악구 신림동 금호아파트 | ↔        | 관악구 봉천동 청림동현대아파트 | 5~10          | 8         | 관악교통과 공동배차로 운행한다. 구 관악구 마을버스 10번 496번                                                      |
| 5516번   | 관악구 서림동 차고지     | ↔        | 동작구 본동 노들역             | 6~11          | 19        | 구 52번, 서울대 교내 진입 노선. 대학동고시촌-서울대학교 승차시 행선지(행정관→종점행/경영대→노들역)를 확인 후 승차. |
| 5517번   | 관악구 대학동 차고지     | ↔        | 동작구 흑석동 중앙대학교       | 11~17         | 16        | 구 55-2번 단축 |
| 5522B번  | 관악구 난향동 공영차고지 | →        | 관악구 난곡동공영차고지        | 6~15          | 4         | 반시계방향 편도운행. 보성운수와 공동배차로 운행한다. 운행 차량은 대학동차고지 관할이다.                            |
| 5611번   | 금천구 가산디지털단지역  | ↔        | 영등포구 대림동 우성아파트     | 10~20         | 5         | 구 463->6611번 |
| 5616번   | 금천구 가산디지털단지역  | ↔        | 양천구 목동 영도중.강서고입구  | 10~19         | 19        | 구 96, 160번 행선지(난곡→등촌동/난곡→가산동)를 확인 후 승차.                                                       |
| 5712번   | 금천구 가산디지털단지역  | ↔        | 마포구 동교동 홍대입구역       | 7~12          | 27        | 구 129번 단축 |
| 6411번   | 양천구 신정동            | ↔        | 강남구 삼성동 선릉역           | 6~13          | 27        | 구 62-1번 |
| 6511번   | 양천구 신정동            | ↔        | 관악구 신림동 서울대학교       | 12~16         | 11        | 구 85-2번 연장 |
| 8551번   | 관악구 봉천역            | ↔        | 동작구 노량진역                | 10~12         | 1         | 범일운수, 한성운수와 공동배차로 운행한다.                                                                          |
| 8552번   | 난향동                   | →        | 신림역                         | 9~11          | 2         | 보성운수와 공동배차로 운행한다. 2018년 3월 26일에 신설                                                             |

## 미운행 노선

### 개편 전 노선
- 51번 (좌석): 서울대학교 - 관악구청 - 낙성대역 - 사당역 - 방배경찰서 - 이수역 - 정금마을 - 이수교 - 구반포역 - 신반포역 - 녹사평역 - 남산3호터널 - 롯데백화점 - 광교 - 한국일보사 - 세종문화회관 (광화문역) - 시청역 - 서울역 - 남대문시장 - 신세계백화점 < 개편 전에 폐지된 노선(2000년경에 입석으로 전환됨), 현재 반포동 ~ 서울역 구간은 도선여객 소속 간선버스 406번이 대체중. 서울대학교 ~ 반포동 구간은 관악교통 소속 간선버스 643번이 대체중>
- 52번: 서울대학교 - 고시촌 - 신림역 - 성대시장 - 장승배기역 - 동작구청 - 노량진역 - 노들역 <현 지선버스 5516번>
- 52-1번: 서울대학교 - 고시촌 - 신림역 - 보라매병원 <지선버스 5518번으로 재편되었으나 5516번에 통합>
- 55-2번: 서울대학교 - 서울대입구역 - 숭실대학교 - 상도역 - 장승배기역 - 동작구청 - 노량진역 - 노들역 - 용산역 - 삼각지역 - 남영역 - 숙대입구역 - 갈월동 - 서울역 - 회현역 - 명동역 - 충무로역 - 중구청 (을지로5가) <지선버스 5517번으로 변경후 흑석동까지만운행>
- 95번: 서울대학교 - 고시촌 - 신림역 - 성대시장 - 장승배기역 - 동작구청 - 노량진역 - 노들역 - 용산역 - 삼각지역 - 남영역 - 숙대입구역 - 갈월동 - 서울역 - 회현역 - 명동역 - 충무로역 - 중구청 (을지로5가) <개편 전에 폐지된 노선. 개편 후 간선버스 502번(우신버스 소속 502번과는 무관)으로 재편하려 했으나 백지화되었고, 현재 동아운수 소속 간선버스 152번이 대체중>
- 96번: 난곡 - 구로디지털단지역 - 신풍역 - 영등포역 - 영등포시장역 - 당산역 - 양평역 - 염창역 - 강서구 보건소 - 등촌역 - 목동역 - 오목교역 - 양남사거리 - 영등포시장역 - 신길역 - 대윤병원 - 대신시장 - 신풍역 - 구로디지털단지역 - 난곡 (개편 전 폐선. 구 상마운수 노선)(현 지선버스 5616번)
- 129번: 고척동 - 동양공전 - 신정네거리역 - 까치산역 - 화곡역 - 강서구청 - 등촌역 - 강서구 보건소 - 염창역 - 합정역 - 홍대입구역 - 동교동 - 신촌역 - 이대역 - 아현역 - 충정로역 - 경복궁역 - 세종문화회관 (광화문역) - 시청역 - 서울역 (현 지선버스 5712번으로 기점은 가산동으로 연장 및 종점은 홍대입구역까지 단축하여 운행 중)
- 129-1번 (좌석): 고척동 - 목동아파트단지 - 목동역 - 곰달래고개 - 합정역 - 홍대입구역 - 신촌역 - 이대역 - 아현역 - 충정로역 - 서울역 (개편후 본 회사 소속은 현 지선버스 6620번으로 당산역까지만 운행하다가 2008년 11월 3일 도원교통에 매각하였고, 목동에서 신촌, 도심 구간은 간선버스 603번이 대체하여 운행하고 있다.)
- 151번: 난곡 - 신림역 - 봉천역 - 서울대입구역 - 숭실대학교 - 상도역 - 상도터널 - 노들역 - 용산역 - 삼각지역 - 숙대입구역 - 남영역 - 서울역 - 시청역 - 종로1가 (원래 삼성여객노선이였음. 개편후 지선버스 5520번으로 노량진역까지 단축되었으나 이용객항의로 결국 간선버스 506번으로 원상태 복귀)
- 160번: 96번의 시계방향노선으로 구로디지털단지역에서 대신시장으로 빠짐 (현 지선버스 5616번. 구 상마운수 노선)
- 303번: 신정동 - 신정네거리역 - 까치산역 - 화곡역 - 강서구청 - 등촌역 - 강서구 보건소 - 염창역 - 선유도역 - 당산역 - 영등포시장 - 신길역 - 대방역 - 보라매역 - 신대방삼거리역 - 모자원고개 - 신림역 - 서울대학교 (현 지선버스 6514번. 구 상마운수 노선.)
- 413번: 서울대학교 - 서울대입구역 - 봉천현대아파트 (지선버스 5512번으로 재편되었으나 지선버스 5511번에 통합)
- 413-1번: 서울대학교 - 서울대입구역 - 숭실대학교 - 상도역 - 중앙대학교 (현 지선버스 5511번)
- 495번: 서울대입구역 - 봉천현대아파트 (지선버스 5514번으로 재편되었으나 지선버스 5515번에 통합)
- 497번: 고척동 - 목동아파트단지 - 목동역 (현 지선버스 6617번.)
- 550번 (적색): 석수역 - 시흥동 - 독산동 - 구로전화국 - 신대방역 - 롯데백화점 관악점 - 신림역 - 봉천역 - 숭실대학교 - 상도역 - 상도터널 - 노들역 - 용산역 - 삼각지역 - 남영역 - 숙대입구역 - 갈월동 - 서울역 - 남대문시장 - 을지로입구역 - 종각역 <구 50번 좌석. 현재 간선버스 501번이 대체중>
- 550번 (청색): 석수역 ~ 롯데백화점 관악점까지는 550번과 동일 이후노선 - 당곡중학교 - 은천교 - 봉일시장 - 은천초교 - 현대시장 - 은천마을금고 - 은천고개 - 봉천동 천주교 (이후 550번과 동일) <현 지선버스 6516번이 일부구간 대체>
- 801번: 난곡 - 난우중학교 - 우림시장 - 남강중학교, 고등학교 - 난곡종합시장 - 신일교회 - 문성터널 - 서울대학교 (당시 보성운수, 관악교통과 공동 배차 운행)

### 개편 후 노선
| 운행노선 | 운행구간                 | 운행구간 | 운행구간                      | 비고                                                                             |
| -------- | ------------------------ | -------- | ----------------------------- | -------------------------------------------------------------------------------- |
| 5411번   | 관악구 신림동 서울대학교 | ↔        | 서초구 염곡동                 | 폐선                                                                             |
| 5512번   | 관악구 신림동 서울대학교 | ↔        | 관악구 봉천동                 | 2008년 6월 1일 5511번으로 노선 통합                                              |
| 5514번   | 관악구 신림동 서울대학교 | ↔        | 동작구 상도동 관악 현대아파트 | 구 495번. 2008년 6월 1일 5515번으로 노선 통합                                    |
| 5518번   | 관악구 신림동 서울대학교 | ↔        | 동작구 신대방동 보라매병원    | 구 52-1번, 2008년 1월 21일 월요일 5516번에 통합                                  |
| 5520번   | 관악구 서림동            | ↔        | 동작구 본동 노량진역          | 구 151번 단축. 2004년 8월 20일 금요일 506번으로 변경                             |
| 5622번   | 금천구 가산동            | ↔        | 강서구 가양동                 | 2006년 6657번으로 노선 단축                                                      |
| 6514번   | 양천공영차고지           | ↔        | 서울대학교                    | 구 303번. 도원교통에 매각                                                        |
| 6617번   | 목동우성아파트           | ↔        | 목동역                        | 구 497번, 도원교통에 매각                                                        |
| 6620번   | 양천공영차고지           | ↔        | 당산역                        | 구 129-1번 단축. 도원교통에 매각                                                 |
| 6657번   | 양천공영차고지           | ↔        | 가양동                        | 구 5622번 변경. 도원교통에 매각                                                  |
| N854     | 대학동                   | ↔        | 강남역                        | 2018년 12월 1일 ~ 12월 30일 / 00:10 ~ 03:30 (연말 한시적 운행) 범일운수 공동배차 |

## 사업장 현황
- 본사 : 서울특별시 관악구 신림로 87-8 (신림동 241-42)
- 서림동 영업소 : 서울특별시 관악구 신림로 98 (신림동 131-6)
- 가산동 영업소 : 서울특별시 금천구 벚꽃로 56길 76 (가산동 29-6)
- 신정동 영업소 : 서울특별시 양천구 신정로 232 (신정동 1294-5)

### 폐지된 사업장
- 구로동 영업소 : 서울특별시 구로구 공원로 22 (구로동 49-4) - 옛 태진운수 구로동 영업소, 인수 후 신정동으로 이전

## 보유 차량

#### 우진산전
- 우진산전 아폴로 900
- 우진산전 아폴로 1100

#### 현대자동차
- 현대 저상 뉴 슈퍼 에어로시티
- 현대 일렉시티

#### 비야디 자동차
- BYD eBus-12

## 사진

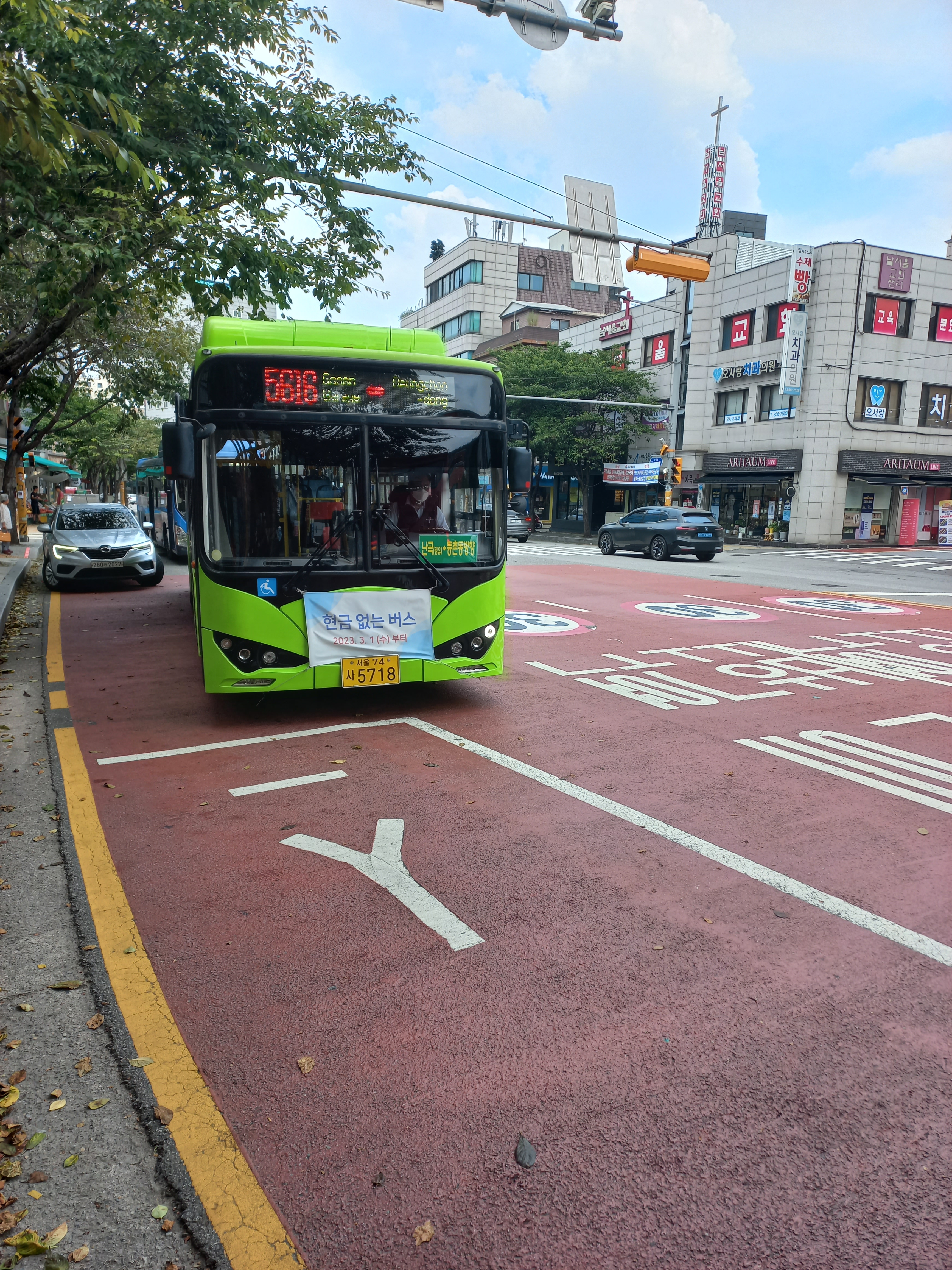
5616번 (난곡 경유) 등촌동 방면

## 같이 보기
- 제일교통
- 대성운수
- 태진운수
- 성민버스
- 신화여객